# دنی فیورنتینی
دنی فیورنتینی (انگلیسی: Deni Fiorentini؛ زادهٔ ۵ june ۱۹۸۴ (۴۰ سال)) ورزشکار واترپلو اهل کرواسی است.
وی در مسابقات کشوری و بین‌المللی در مجموع برندهٔ ۱ مدال طلا، ۱ مدال نقره شده‌است.